# Municipio de Frankfort (Iowa)
El municipio de Frankfort (en inglés: Frankfort Township) es un municipio ubicado en el condado de Montgomery en el estado estadounidense de Iowa. En el año 2010 tenía una población de 249 habitantes y una densidad poblacional de 2,73 personas por km².

## Geografía
El municipio de Frankfort se encuentra ubicado en las coordenadas 41°1′24″N 95°6′22″O / 41.02333, -95.10611. Según la Oficina del Censo de los Estados Unidos, el municipio tiene una superficie total de 91.26 km², de la cual 91,21 km² corresponden a tierra firme y (0,06 %) 0,05 km² es agua.

## Demografía
Según el censo de 2010, había 249 personas residiendo en el municipio de Frankfort. La densidad de población era de 2,73 hab./km². De los 249 habitantes, el municipio de Frankfort estaba compuesto por el 98,8 % blancos, el 0,8 % eran asiáticos y el 0,4 % eran de una mezcla de razas. Del total de la población el 0,4 % eran hispanos o latinos de cualquier raza.